# Mobulu M'Futi
Mobulu M'Futi est un footballeur congolais (RDC) né le 28 août 1981. Il évolue au poste de milieu de terrain, occasionnellement aussi comme attaquant. Son club actuel est Le Mont-sur-Lausanne. M'Futi, peu utilisé par l'entraineur de Servette, Joao Alves a quitté Servette en hiver 2011/12. Avec Étoile Carouge, M'Futi est souvent titularisé est marque son premier but contre le leader, le FC Saint-Gall le 5 avril 2012.

## Biographie
Mobulu M'Futi a joué 51 matchs en Ligue 2 avec le FC Istres et a remporté la Coupe de Suisse en 2009 avec le FC Sion.

## Clubs successifs
| Saison          | Club                    | Pays   | Ligue                         | Matchs / Buts | Coupe d'Europe |
| --------------- | ----------------------- | ------ | ----------------------------- | ------------- | -------------- |
| 1999 - 2002     | FC Sion                 | Suisse | LNB                           | 53 / 5        | -              |
| 2002 - 2005     | Neuchâtel Xamax         | Suisse | LNA                           | 91 / 23       | 3 / 0          |
| 2005 - 2007     | FC Istres               | France | L2 / Nat.                     | 52 / 10       | -              |
| 2007 - Fév.2010 | FC Sion                 | Suisse | ASL                           | 41 / 6        | 2 / 0          |
| Fév.2010 - 2010 | FC Aarau (prêt)         | Suisse | ASL                           | -             | -              |
| 2010 - 2011     | Servette FC             | Suisse | DCL                           | 19 / 4        | -              |
| 2011 - 2012     | Servette FC             | Suisse | ASL                           | 7 / 0         | -              |
| 2012 - 2012     | Étoile Carouge FC       | Suisse | DCL                           | 11 / 1        | -              |
| 2013 - 2013     | FC Stade Nyonnais       | Suisse | 1re Ligue Promotion Promotion | 23 / 12       | -              |
| 2013 -          | FC Le Mont-sur-Lausanne | Suisse | 1re Ligue Promotion Promotion |               | -              |

## Palmarès
- Vainqueur de la Coupe de Suisse en 2009 avec le FC Sion